# Charles Fidani
Pour les articles homonymes, voir Fidani.
Charles Fidani, né le 3 juin 1919 à Calcinaia et mort le 16 novembre 2015 à Nîmes, est un raseteur français, quadruple vainqueur de la Cocarde d'or.

## Biographie

### Palmarès
- Cocarde d'or : 1941, 1942, 1943, 1953[1]

### Retraite
Il prend sa retraite en 1955. Il devient ensuite caballero.
De 1987 à 2004, il préside le Club des anciens razeteurs.